# 虞悝
虞悝（?—?），晉朝長沙人。弟弟虞望，字子都。兄弟二人先後擔任治中、別駕。司馬睿擔任丞相時，征召虞望，但被其拒絕。
譙王司馬承擔任湘州刺史後，征召虞悝擔任長史，在其上任前恰逢母親去世。當時又爆發王敦之亂，司馬承前去虞悝家吊喪，希望兄弟二人能在守喪期以國家為重，出來輔佐自己討伐王敦。兄弟二人同意。於是虞悝擔任長史，虞望擔任司馬，督護諸軍。同時司馬承號召湘州各地起兵討伐王敦。
湘東太守鄭澹，是王敦的姊夫，拒絕響應司馬承的號召。司馬承派虞望前去討伐。虞望成功將鄭澹斬殺。後來王敦將領魏乂前來進攻，虞望不幸戰死。司馬承駐守的長沙城被魏乂攻破後，虞悝被其俘虜並被殺死。王敦被晉朝鎮壓後，朝廷追贈虞悝為襄陽太守，虞望為滎陽太守。

## 延伸阅读
[在维基数据编辑]
 《晉書·卷089》，出自房玄齡《晉書》